# Jodła Frasera
Jodła Frasera (Abies fraseri (Pursh) Poir.) – gatunek drzewa należący do rodziny sosnowatych. Występuje w południowo-wschodniej części Ameryki Północnej, na terenie Karoliny Północnej, Tennessee i Wirginii. Jest wizytówką parku narodowego Great Smoky Mountains. Nazwana na cześć Johna Frasera w 1817 roku.

## Morfologia

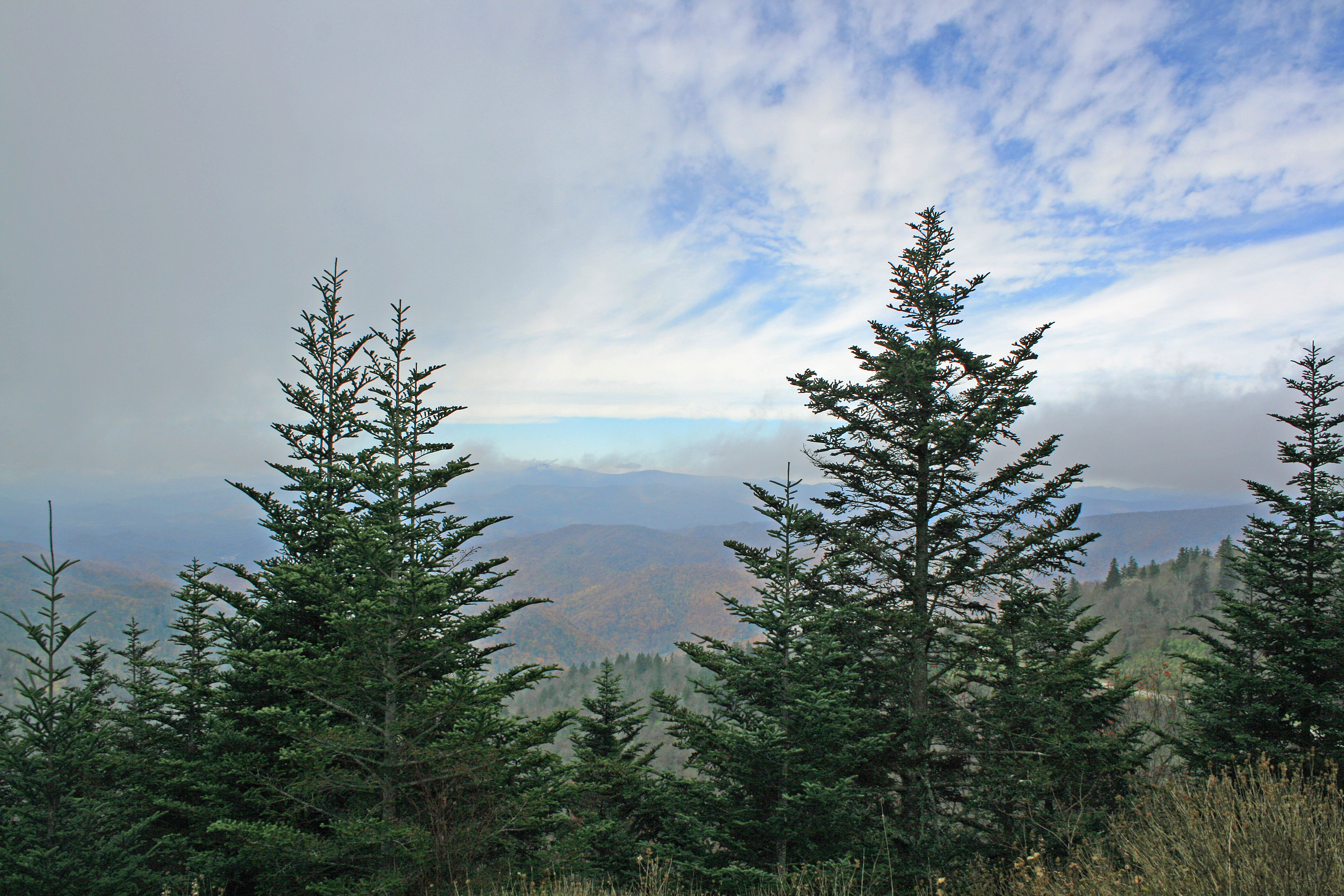
Pokrój

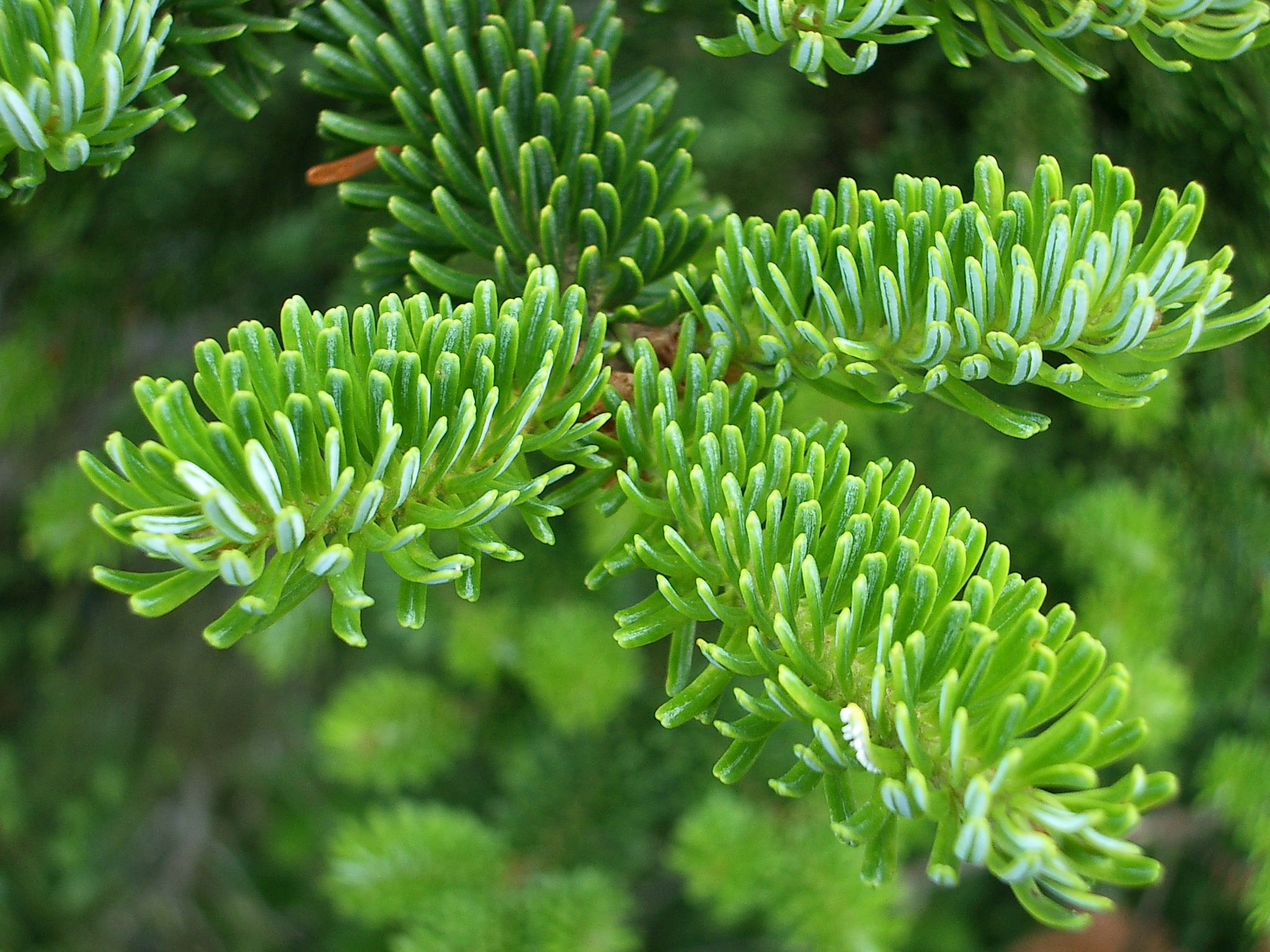
Liście

PokrójZgrabne, wytrzymałe drzewo dorastające 20–25 m wysokości o stożkowatej, wąskiej sylwetce.
KoraNa młodych drzewach ciemnobrązowa, u starszych różowoszara. Pokrywa się żywicznymi naciekami.
LiścieTępo zakończone igły długości 2 cm, z wierzchu ciemnozielone, od spodu z szerokimi, srebrzystoszarymi paskami. Wyrastają rzędami po obu stronach pędu, wyginają się w różnych kierunkach. Pąki zimowe mają charakterystyczne czekoladowobrązowe zabarwienie i są pokryte grubą warstwą żywicy.
SzyszkiSterczące, ciemnopurpurowe z jasnobrązowymi, długimi, odwiniętymi łuskami wspierającymi. Dorastają 5,5 cm długości.

## Biologia i ekologia
Fanerofit. Roślina jednopienna, wiatropylna. Rośnie w lasach górskich do 1500 m n.p.m. Liczba chromosomów 2n=24.

## Zagrożenia i ochrona
Jodła ta wpisana jest do Czerwonej księgi gatunków zagrożonych w kategorii gatunek narażony (ang. Vulnerable – VU).

## Zastosowanie
Spotykana w parkach i arboretach. Jest popularnym gatunkiem drzewa choinkowego także w Europie.